# Oberleitungsbus Lecce
Der Oberleitungsbus Lecce ist ein im Jahr 2012 eröffnetes und aus drei Linien bestehendes O-Bussystem in der apulischen Stadt Lecce auf der italienischen Halbinsel Salento, das von der Società Gestione Multipla S.p.A. betrieben wird.

## Liniennetz
Seit Betriebsaufnahme der Durchmesserlinie 29 am 12. Januar 2012 und der Inbetriebnahme der beiden Ringlinien am 2. Februar 2013 besteht das Liniennetz heute aus insgesamt drei Linien (Stand Juli 2013):
| Linie | Strecke                                                                                   | Taktfolge HVZ / NVZ |
| ----- | ----------------------------------------------------------------------------------------- | ------------------- |
| 29    | Stazione FS → Via Cavallotti → Porta Napoli → Via XXV Lugio → Stazione FS                 | 16 / 24 Minuten     |
| 30    | Stazione FS → Viale Leopardi → Porta Napoli → Stazione FS (Stadtring gegen Uhrzeigersinn) | 40 / 40 Minuten     |
| 31    | Stazione FS → Porta Napoli → Viale Leopardi → Stazione FS (Stadtring im Uhrzeigersinn)    | 40 / 40 Minuten     |

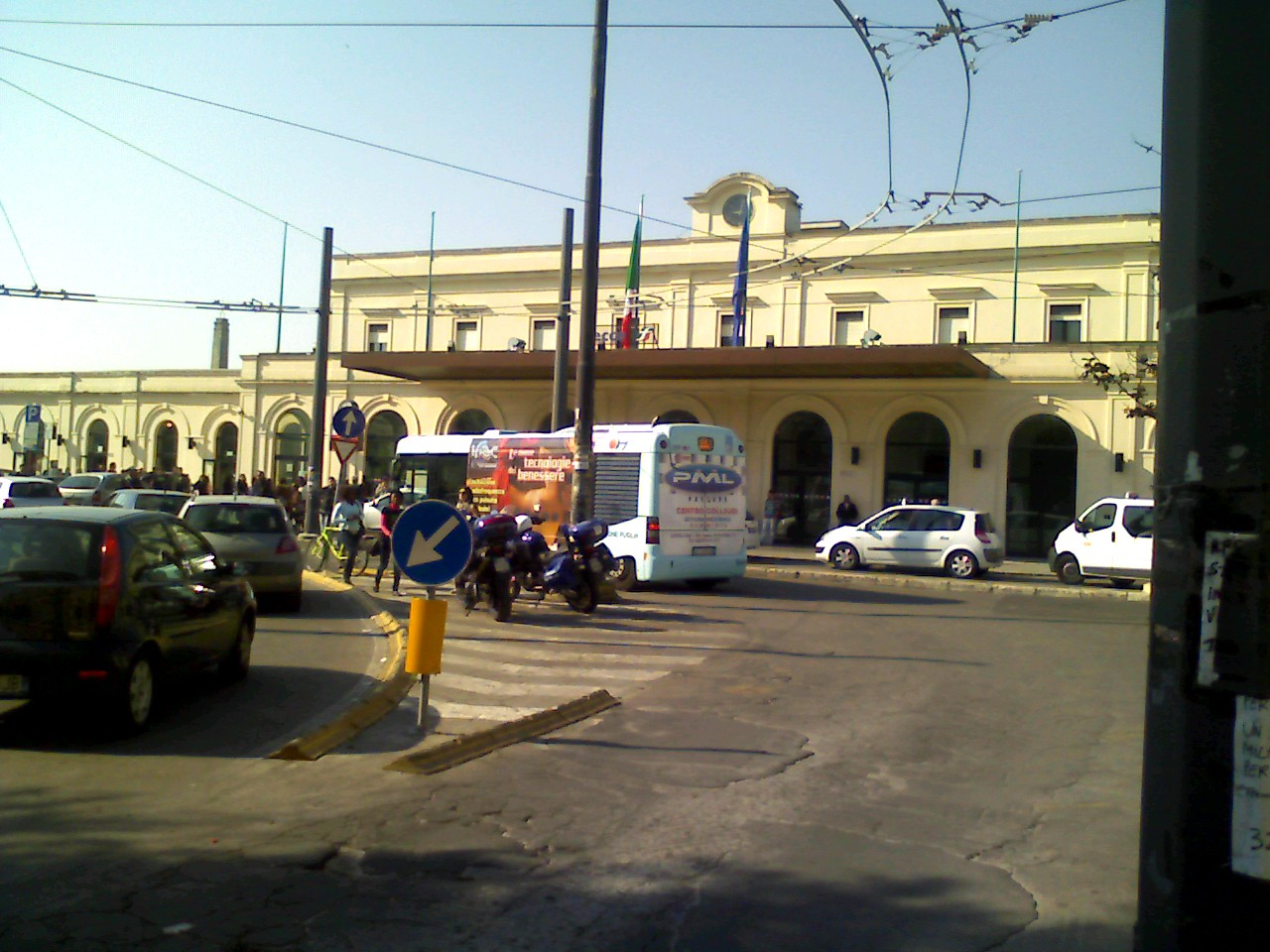
Ausgangspunkt aller O-Buslinien in Lecce ist die Wendeschleife vor dem Bahnhof

Die Linie 29 beginnt vor dem Bahnhof und erreicht über die Viale Oronzo Quarta den Stadtring, den sie bis zur Kreuzung von Viale Gallipolo und Viale Francesco Lo Re befährt. Hier zweigt die Strecke in die Stadt ab, wobei stadteinwärts fahrende Wagen über die Viale Otranto, die Piazza Italia, die Viale Felice Cavallotti und die Via San Francesco D'Assisi den Giardini Publici erreichen, während in Richtung Bahnhof fahrende O-Busse von hier aus über die Viale XXV Lugilo, die Piazza Filippo Bottazzi und die Viale Francesco Lo Re verkehren.
Ab Giardini Publici folgt die Linie wieder einem gemeinsamen Verlauf durch die Viale Michele de Pietro, auf der sie im Nordwesten des Stadtzentrums an der Piazza del Bastione wieder auf den Ring trifft. Mittels einer kurzen Stichfahrt über die Superstrada Brindisi – Lecce bedienen vom Bahnhof kommende Wagen die Haltestellen Foro Boario und City Terminal, die inmitten einer großen Park-and-Ride-Anlage außerhalb des Zentrums liegen. Danach geht es zurück zum Stadtring, wo südlich der Piazza del Bastione an der Porta Napoli die Endstation erreicht wird.
Die Ringlinien 30 und 31 beginnen ebenfalls auf dem Bahnhofsvorplatz und verlaufen von dort über die Viale Oronzo Quarta zur nordöstlich gelegenen Viale Gallipoli. Von dort aus wird der aus den Straßen Viale Università, Via Francesco Calasso, Viale Ugo Foscollo, Viale Japigia, Viale Gioacchino Rossini, Viale Vittorio Alfieri und Viale Marche bestehende Stadtring bedient, wobei Linie 30 diesen gegen den Uhrzeigersinn folgt, während Linie 31 im Uhrzeigersinn verkehrt. In der Via Università besteht zudem ein rund 700 Meter langer fahrleitungsfreier Abschnitt, der mit Hilfsantrieb überbrückt werden muss. Die Stadt genehmigte in diesem Bereich keine Oberleitung.
Eine weitere, derzeit noch nicht genutzte Fahrleitung auf dem Streckenverlauf der heutigen Linie 27 führt vom südwestlichen Stadtring zum außerhalb von Lecce gelegenen Campus Ecotekne der Università del Salento: Über die Via Università wird die Viale Armando Diaz erreicht, auf der die Bahnstrecke Lecce–Brindisi unterquert wird. Durch die Via Bortone und die Via Massaglia Guglielmo wird die Via Monteroni erreicht, auf der die Strecke die Stadt verlässt. Vor der Querung der Ringautobahn endet am Kreisverkehr im Bereich der Auffahrt die Fahrleitung, sodass die etwa auf halbem Weg nach Monteroni di Lecce gelegene Endhaltestelle am Universitätscampus Ecotekne nur mit Hilfsantrieb erreicht werden kann. Aktuell kommen auf Linie 27 noch Dieselbusse zum Einsatz, eine Umstellung auf O-Busbetrieb ist vorgesehen.

## Geschichte

### Planung
Im Jahr 2005 entschied man sich in Lecce zur Einführung des O-Busses als umweltfreundliches Nahverkehrsmittel. Geplant wurde die Elektrifizierung dreier Linien:
- Linie 1: Bahnhof ↔ Innenstadtring in beiden Richtungen (jeweils ca. 6 km)
- Linie 2: Bahnhof ↔ Universitätscampus Ecotekne (ca. 6 km)
- Linie 3: Bahnhof ↔ City Terminal P+R ↔ Porta Napoli (ca. 3 km)

Noch im gleichen Jahr erfolgte die Ausschreibung über Bau und Lieferung von elektrischer Ausrüstung und Fahrzeugen. Es gewannen die Firmen IMET, Sirti (Installation der Fahrleitungen und Masten), Van Hool (Fahrzeuge) und Vossloh Kiepe (elektrische Komponenten).
Die Übernahme der Gesamtkosten in Höhe von 22.029.965 Euro wurden wie folgt aufgeteilt:
- 13.218.197 Euro vom Ministerium für Infrastruktur
- 3.060.900 Euro von der Region
- 5.750.887 Euro von der Kommune

Im Zusammenhang mit der Finanzierung des O-Bussystems gab es später staatsanwaltschaftliche Ermittlungen, die auch zu einer Verhaftung führten.
Im Juni 2022 wurden die Routen neu nummeriert: Route 27 wurde zu S13, Route 29 wurde zu M1 und der Rundweg 30/31 (gegen den Uhrzeigersinn/im Uhrzeigersinn) wurde zu C3 bzw. C2.

### Bau
Bereits am 11. Mai 2007 fand eine erste Probefahrt auf dem noch unfertigen Netz statt, an der auch Bürgermeisterin Adriana Poli Bortone und ihr Stellvertreter Paul Perrone teilnahmen.
Bis 2009 wurden die restlichen Fahrleitungen montiert und die Abnahme des Netzes durch die bauausführende Firma beantragt.

### Inbetriebnahme
Am 12. Januar 2012 konnte die als Linie 3 geplante Strecke vom Bahnhof durch die Innenstadt zur Porta Napoli mit einer Verspätung von über viereinhalb Jahren unter der Liniennummer 29 in Betrieb genommen werden. Grund für den massiven Aufschub waren unter anderem ein Wechsel in der Kommunalpolitik, auch diverse Verzögerungen bei politischen Entscheidungen und eine zuletzt ungesicherte Finanzierung schoben die Eröffnung des Systems immer wieder heraus.
Rund ein Jahr später erfolgte dann am 2. Februar 2013 auch die Betriebsaufnahme auf der Linie 1. Mit den Liniennummern 30 und 31 wurde auch hier die ursprüngliche Bezeichnung der ehemals dieselbetriebenen Ringlinien beibehalten.

## Fahrzeuge

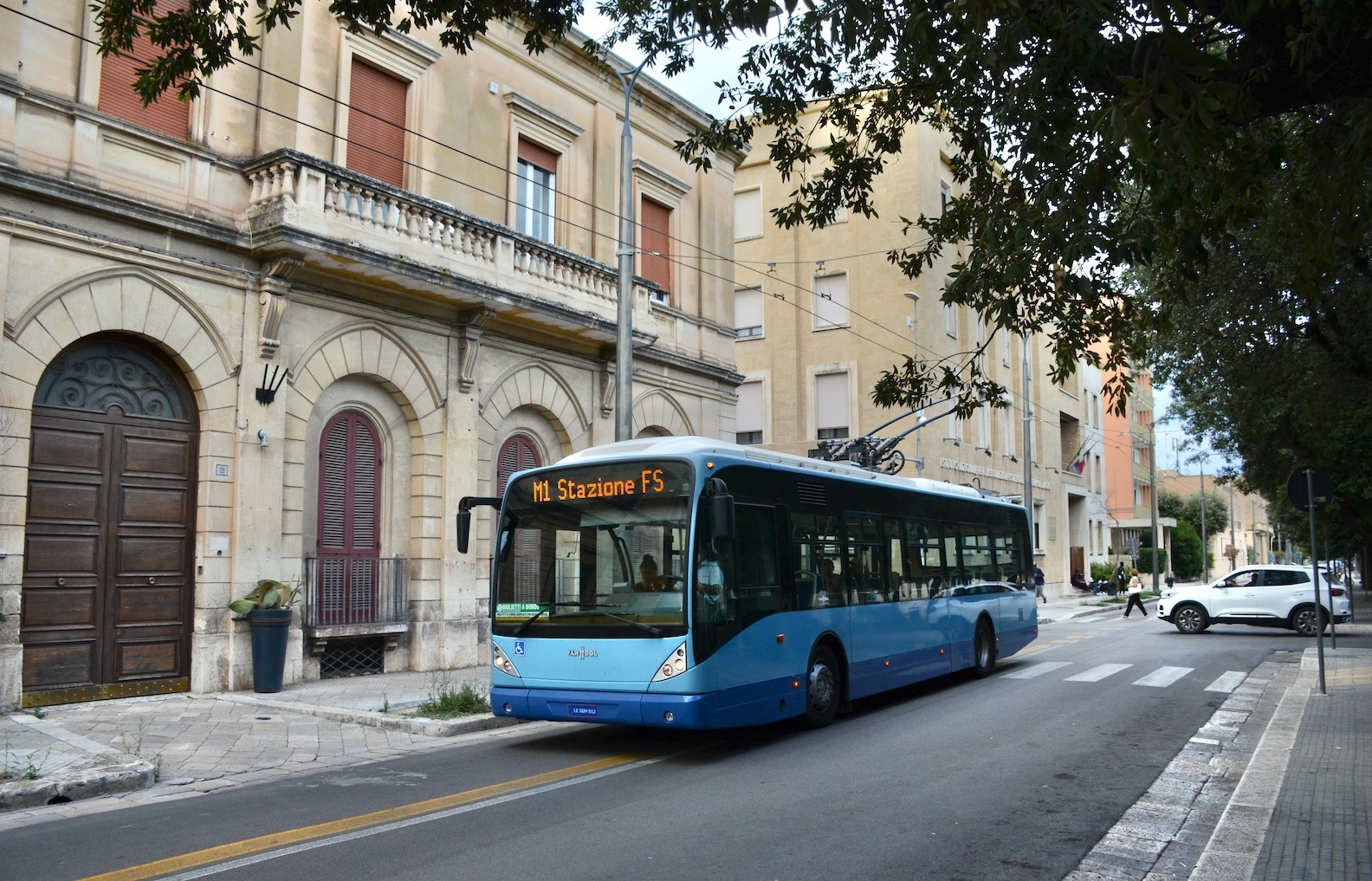
Ein O-Bus im Betrieb auf der Linie M1 (ex 29) im Jahr 2022 in der Nähe des Bahnhofs

Zum Einsatz kommen zwölf Fahrzeuge vom Typ Van Hool A330T mit elektrischer Ausrüstung von Vossloh Kiepe, die auch das Stromabnehmersystem Kiepe OSA 311 zugeliefert hat. Als Traktionsmotor kommt ein fremdbelüfteter Drehstrom-Asynchronmotor vom Typ Škoda 23 ML 3550 K/4 zum Einsatz. Ein Hilfsantrieb mit 80 kW Leistung ermöglicht das bedienen oberleitungsloser Streckenabschnitte mit einer Geschwindigkeit bis zu 60 km/h. Die 12 Meter langen, 2,55 Meter breiten und circa 13 Tonnen schweren Wagen wurden als vollniederflurige Linienbusse mit drei Doppeltüren ausgeführt. Ferner steht neben 27 Sitz- und 44 Stehplätzen auch eine Abstellfläche für Rollstühle oder Kinderwägen zur Verfügung. Die zwölf Fahrzeuge sind vollklimatisiert und haben eine hellblaue Lackierung erhalten.
Der erste Wagen wurde am 29. März 2007 nach Lecce geliefert und im Zuge der O-Bus-Tagung Mobility Tech der Öffentlichkeit vorgestellt. Die weiteren O-Busse wurden ab Herbst 2007 nach und nach ausgeliefert. Zur Betriebsaufnahme im Jahr 2012 waren acht Wagen ausgeliefert, vier weitere befanden sich zu diesem Zeitpunkt noch bei Van Hool in Belgien.

## Betriebsanlagen
Die O-Bus-Planungen beinhalteten den Neubau eines Depots nordwestlich der Piazza del Bastione an der  Via Antonio Perilli. Für die Betriebsfahrten von und zum Depot sind keine Fahrleitungen vorgesehen, sodass hierfür der Hilfsantrieb zum Einsatz kommt.